# 핵자

핵자(核子, nucleon) 혹은 핵알은 원자핵을 구성하고 있는 양성자와 중성자 등을 총칭하여 부르는 말이다. 양성자와 중성자는 아이소스핀 {\displaystyle I} = 1/2인 이중항(doublet)을 구성한다. 두 핵자 사이에는 핵력이 작용하나, 둘 사이의 거리가 가깝지 않다면 그 힘을 무시할 수 있다.

## 양성자
양성자의 스핀은 1/2+, 전하는 +1, 질량은 938 MeV이다. 양성자는 수소 원자(1H1)의 원자핵이다.

## 중성자
중성자의 전하는 중성이며 스핀은 1/2+, 질량은 940 MeV이다.
자유 중성자의 평균 수명은 885.7±0.8초 (약 15분)이다. 중성자는 약한 상호작용에 의한 베타 붕괴한다.
{\displaystyle n\to p+e+{\overline {\nu }}_{e}}.

## 같이 보기
- 강입자
- 전기-약 작용